# Julio Kaplan
Julio Kaplan (ur. 25 lipca 1950) – portorykański szachista pochodzenia argentyńskiego, od połowy lat 70. reprezentant Stanów Zjednoczonych.

## Życiorys
Urodzony w Argentynie, wyemigrował do Portoryko w 1963. W 1967 zdobył w Jerozolimie tytuł mistrza świata juniorów, wyprzedzając Raymonda Keene, Jana Timmana i Roberta Hübnera. Za ten rezultat Międzynarodowa Federacja Szachowa przyznała mu tytuł mistrza międzynarodowego. W latach 1966–1972 czterokrotnie uczestniczył w olimpiadach szachowych, zdobywając 31 pkt w 50 partiach. W 1974 podzielił II m. (za Svetozarem Gligoriciem, wspólnie z Florinem Gheorgiu) w kołowym turnieju w Los Angeles. W 1980 zakończył występy w turniejach klasyfikowanych do szachowego rankingu ELO, poświęcając się pracy zawodowej (zajmuje się pisaniem szachowych programów komputerowych).